# 烏朋巴湖
烏朋巴湖（法语：Lac Upemba）是刚果民主共和国最高的湖泊，在烏彭巴國家公園。